# اجسام کتونی

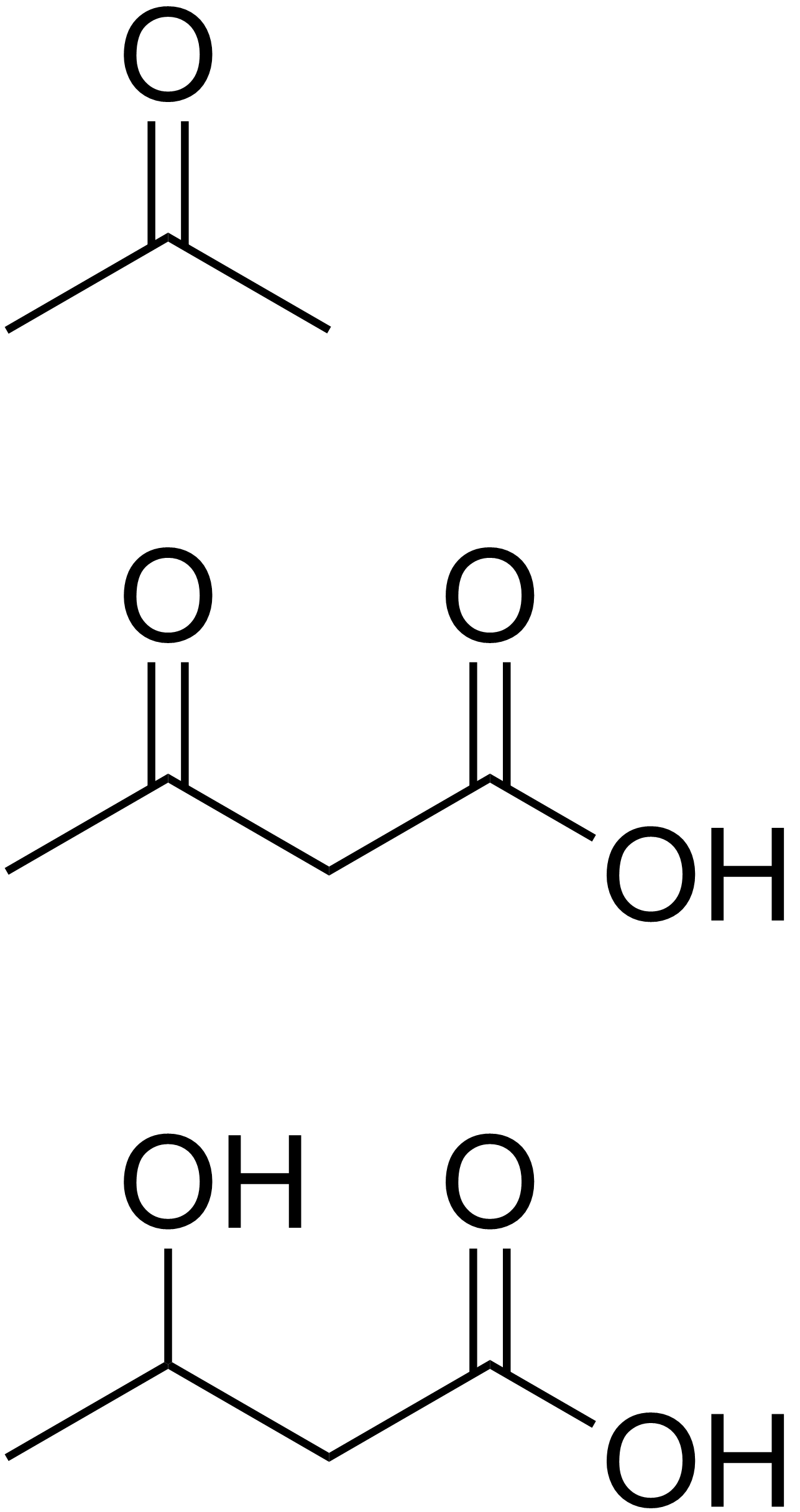
ساختار شیمیایی سه جسم کتونی: استون (بالا)، اسید استواستیک (وسط)، اسید بتاهیدروکسی‌بوتیریک (پایین).

اجسام کتونی سه ترکیب شیمیایی محلول در آب هستند که محصول بینابینی و فرعی متابولیزم و شکست اسیدهای چرب در بدن محسوب می‌شوند. تنه‌های کتونی شکلی قابل انحلال واحدهای اسِتیل در آب هستند که به عنوان منابع انرژی دارای اهمیت هستند. میوکارد قلب و بخش کورتکس کلیه از اسید استواستیک می‌توانند تغذیه کنند و حتی آن را به گلوکز ترجیح می‌دهند و در صورت نرسیدن تغذیه به بدن، درصد بالایی از سوخت مغز توسط اجسام کتونی آماده می‌گردد. این سه ماده اِندوژن (تولید شونده درون بدن) استون، اسید استواستیک و  اسید ‌بتا‌هیدروکسی‌بوتیریک هستند که البته اسید بتاهیدروکسی‌بوتیریک در بیان دقیق‌تر، یک اسید کربوکسیلیک است تا یک کِتون.

## اجسام کتونی در قلب و مغز
تنه‌های کتونی می‌توانند در بدن به‌عنوان سوخت مورد استفاده قرار گیرند. قلب از گونه‌ای اسیدچرب تغذیه می‌کند و مغز اگر با کمبود گلوکز مواجه گردد شروع به مصرف اجسام کتونی می‌کند.

## تولید اجسام کتونی

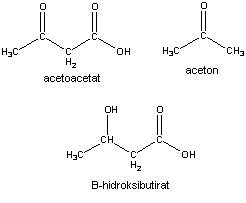
اجسام کتونی

اگزالواستات شروع کنندهٔ چرخهٔ کربس یا چرخهٔ اسیدسیتریک، توسط آنزیم پیرووات کربوکسیلاز از پیرووات که محصول گلیکولیز (قندکافت) است تشکیل می‌شود سپس در چرخهٔ کربس با واحدهای استیل-کوآ حاصل از تجزیهٔ اسیدهای چرب، ترکیب شده و بدین ترتیب واحدهای استیل کوآنزیمA دچار اکسایش می‌شوند. هنگامی‌که مواد غذایی به بدن نرسند (کربوهیدرات و چربی) به‌جای آن اگزالواستات برای تشکیل گلوکز مصرف شده و با استیل کوآنزیمA ترکیب می‌شود. در این شرایط استیل کوآنزیمA در میتوکندری شروع به ساخت اسید بتاهیدروکسی بوتیریک، اسید استواستیک و استون یا همان اجسام کتونی می‌کند.

## کتوز و اسیدوز
اگر اجسام کتونی در خون و ادرار افزایش یابد می‌گوییم بیمار دچار کِتوز شده‌است.
شایع‌ترین کتوز معروف به کتوز دیابتی در بیماران دیابتی نوع اول است. کبد در نبود انسولین و هنگامی‌که قادر به جذب گلوکز و تولید اگزالواستات نیست شروع به تولید مقادیر فراوانی از اجسام کتونی می‌کند. اجسام کتونی اسیدهای قوی با پی‌هاش پایین هستند و پیامد بروز کتوز در بیمار، اسیدوز است (کاهش PH در بدن) که موجب آسیب به بافتهای بدن به‌ویژه سامانه عصبی مرکزی می‌گردد.
در ادامهٔ آن، آنزیم فسفوفروکتوکیناز مهار می‌شود و با توجه به نقش آن در مسیر قندکافت (گلیکولیز) برای یاخته‌ها (سلول‌ها) خطرناک است.